# Zdeňka Patschová
Zdeňka Patschová (24. dubna 1905 Smíchov – ???) byla česká a československá politička Komunistické strany Československa a poúnorová poslankyně Národního shromáždění ČSR.

## Biografie
Zdeňka Patschová se narodila 24. dubna 1905 do rodiny revizního úředníka Ministerstva financí Eugena a Eleonory Patschových. Vystudovala první dívčí gymnázium Minerva a poté nastoupila na Právnickou fakultu Univerzity Karlovy. Na této fakultě odpromovala dne 17. května 1929. O rok později byla zapsána na listinu soudních čekatelek a roku 1934 byla první ženou jmenovanou v Československu soudkyní. Nejprve působila u Okresního soudu civilního pro vnitřní Prahu, v roce 1936 pak byla přesunuta na Krajský soud civilní v Praze.
Před druhou světovou válkou byla členkou Ženské národní rady. Za okupace působila v domácím odboji. Po válce byla od roku 1945 jednatelkou Rady československých žen, v prosinci téhož roku dokonce spolu s Miladou Horákovou, Julií Prokopovou a dalšími podepsala dopis žádající o obnovu Ženské národní rady. V roce 1946 vstoupila do Komunistické strany Československa. Byla v kontaktu s Miladou Horákovou, kterou navštěvovala u ní doma a snažila se jí přesvědčit k inklinaci ke KSČ. V roce 1948 se také vyslovila pro větší rovnoprávnost žen a mužů v nové ústavě. Tou mělo být například zrušení automatického přejímání příjmení manžela, lepší možnost rozvodu či větší práva pro nemanželské děti.  Pravidelně přispívala do pohraničního deníku Stráž severu či hovořila v rozhlase, zejména na téma rodinného práva, jímž se zabývala.
Ve volbách do národního shromáždění v roce 1948 byla zvolena jako poslankyně za KSČ za VIII. volební kraj – Liberec, ačkoliv jako místo svého bydliště uvedla Prahu. Dne 21. července 1948 vystoupila v Národním shromáždění na obranu zákona k úpravě některých poměrů na ochranu veřejných zájmů.
Působila jako právnička a podílela se v 50. letech na politických procesech. V roce 1954 byla například předsedkyní soudního senátu v procesu s duchovním Vojtěchem Koderou, který byl odsouzen na sedm let (roku 1969 rehabilitován). V parlamentu setrvala až do konce funkčního období, tedy do voleb v roce 1954.
Po odchodu z NS publikuje v časopise Vlasta. V roce 1956 píše o změně předpisů o rozvodech a v roce 1963 hovoří při besedě o praxi osvojování dětí „Aby už nestály paragrafy mezi rodiči a dětmi“, kde je uváděna jako soudkyně Nejvyššího soudu ČSSR.